# Schalchen
Schalchen là một đô thị ở huyện Braunau am Inn bang Oberösterreich, nước Áo. Đô thị này có diện tích 41 km², dân số thời điểm ngày 31 tháng 12 năm 2005 là 3585 người.

## Địa lý
Schalchen nằm ở Innviertel. Khoảng 56% diện tích đô thị là rừng và 39% diện tích là đất trồng trọt.